# Manduca brunalba
Manduca brunalba är en fjärilsart som beskrevs av Clark 1929. Manduca brunalba ingår i släktet Manduca och familjen svärmare. Inga underarter finns listade i Catalogue of Life.